# Carmen (Urugwaj)
Carmen – miasto w Urugwaju w departamencie Durazno w środkowym Urugwaju. Według danych z 2004 roku liczyło 2661 mieszkańców.

## Ludność
Zmiana liczby ludności na przestrzeni lat:
| Rok  | Liczba mieszkańców |
| ---- | ------------------ |
| 1908 | 3598               |
| 1963 | 2356               |
| 1975 | 2410               |
| 1985 | 2208               |
| 1996 | 2284               |
| 2004 | 2661               |